# Curius punctatus
Curius punctatus är en skalbaggsart som först beskrevs av Fisher 1932.  Curius punctatus ingår i släktet Curius och familjen långhorningar.
Artens utbredningsområde är Kuba. Inga underarter finns listade i Catalogue of Life.